# Fuldamobil S-7

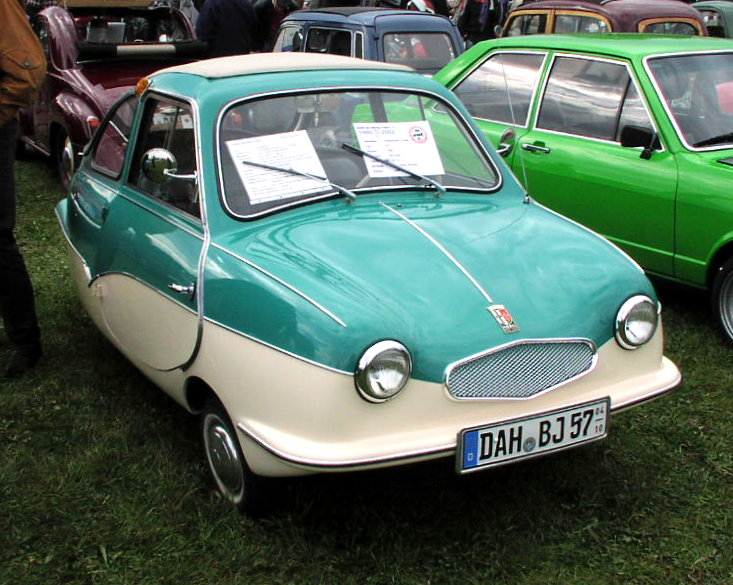
Fuldamobil S-7 nach der Modellpflege von 1965 (mit der Kühlergrillattrappe)

Das Fuldamobil S-7 ist ein Automodell der Elektromaschinenbau Fulda GmbH und wurde unter der Marke Fuldamobil angeboten. Es erschien 1957 als Nachfolger des Fuldamobil S-6 und wurde 1969 ohne Nachfolger eingestellt.

## Karosserie
Die geschlossene zweitürige Karosserie bot Platz für 2 + 2 Personen, der Roadster namens Sporty, den es nur bis September 1965 gab, dagegen nur Platz für zwei Personen. Die Türen des Fahrzeugs waren wie bei allen Modellen des Fuldamobils an der B-Säule angeschlagen. Erstmals bei einem Fuldamobil wurde eine Karosserie aus Polyester verwendet. Modellpflege führte 1965 zu einer Kühlergrillattrappe an der Fahrzeugfront. Einige Fahrzeuge wurden bei AB Industrikompaniet King, Hälsingborg in Schweden aufgebaut und hatten den Namen „KING“.

## Antrieb
Der luft- bzw. gebläsegekühlte Einzylinder-Zweitaktmotor von Fichtel & Sachs hatte 191 cm³ Hubraum und leistete 10 PS. Er war vor der mit Schmalspur ausgestatteten Hinterachse montiert und trieb die Hinterräder an. Auf Wunsch war auch eine Dreiradausführung mit einem einzelnen Hinterrad erhältlich. Die Höchstgeschwindigkeit betrug 80 km/h.
Ab Oktober 1965 kam ein Einzylinder-Viertaktmotor von Heinkel mit 198 cm³ Hubraum und ebenfalls 10 PS zum Einsatz. Die Höchstgeschwindigkeit stieg auf 85 km/h. Zur gleichen Zeit wurde die Fußbremse modifiziert. Sie wurde nun hydraulisch betätigt und nicht mehr über Seilzug. Außerdem waren die Vorderrädern nun an Federbeinen aufgehängt.

## Neupreis und Stückzahl
Der Neupreis betrug anfangs 3100 DM, ab Oktober 1965 3450 DM. Es entstanden zwischen Juli 1957 und September 1965 etwa 440 Exemplare mit Fichtel & Sachs-Motor und zwischen Oktober 1965 und dem Frühjahr 1969 etwa 260 Exemplare mit Heinkel-Motor.